# Entrimo
Entrimo è un comune spagnolo di 1 442 abitanti situato nella comunità autonoma della Galizia.